# AS-202
AS-202 (auch SA-202 genannt) war der dritte unbemannte Testflug des Apollo-Raumschiffs der NASA.

## Vorbereitung
Nach dem größtenteils erfolgreichen Testflug von AS-201 sollte der zweite Flug eine längere Dauer haben und eine mehrfache Zündung des Apollo-Triebwerks versuchen. Außerdem war ein flacherer Wiedereintrittswinkel vorgesehen, damit der Hitzeschild größeren Temperaturen ausgesetzt würde.
Dies war auch der erste Flug des Bordrechners Apollo Guidance Computer und der Brennstoffzellen im Apollo-Raumschiff.
Das Apollo-Raumschiff trug die Seriennummer 011. Es entsprach weitgehend dem Exemplar 012, mit dem der erste bemannte Apolloflug erfolgen sollte. Da das Raumschiff nicht rechtzeitig zur Verfügung stand, wurde der ursprünglich als dritter Test geplante Flug AS-203 vorgezogen. Bei diesem Flug, der im Juli 1966 stattfand, wurde die Saturn-Rakete getestet, so dass kein funktionsfähiges Raumschiff nötig war.
Die einzelnen Teile der Rakete trafen auf dem Seeweg ein: die zweite Stufe am 29. Januar 1966, die erste Stufe am 7. Februar und die Instrumenteneinheit am 21. Februar. Am 2. Juli 1966 stand AS-202 fertig montiert auf der Startrampe 34 des Luftwaffenstützpunkts Cape Canaveral.

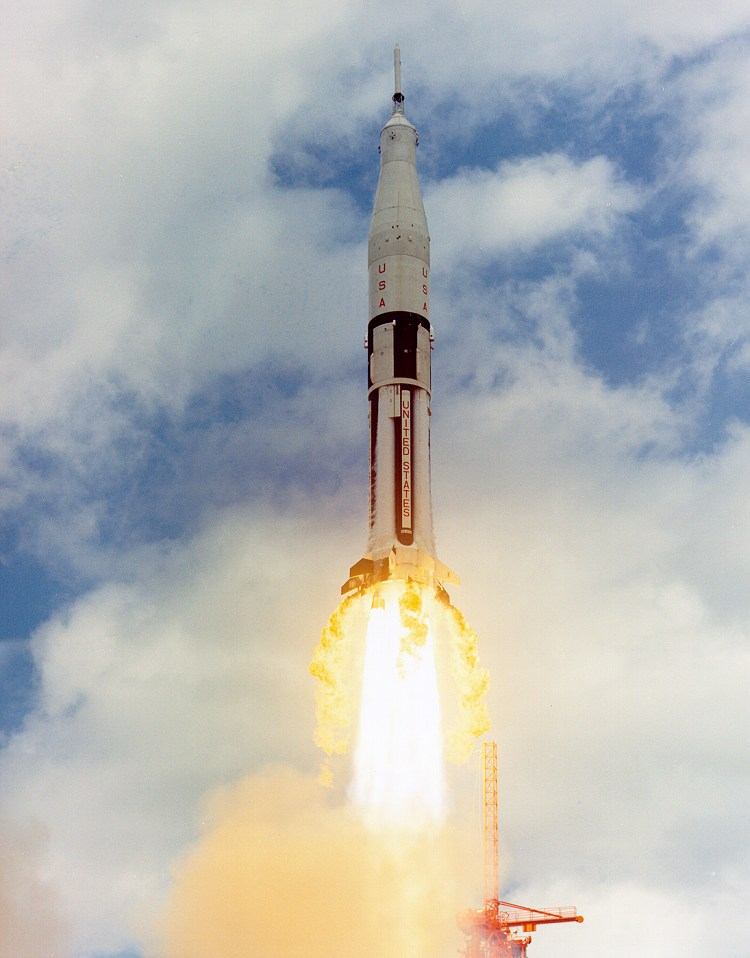
Start von AS-202

## Flugverlauf
Der Countdown musste viermal unterbrochen werden, bis AS-202 am 25. August 1966 um 17:15:32 UTC abhob. Die erste Stufe arbeitete etwa zwei Minuten und brachte die Rakete auf 56 km Höhe. Die zweite Stufe brannte über sieben Minuten und wurde in 216 km Höhe abgetrennt. Kurz darauf wurde das Apollo-Triebwerk gezündet und arbeitete 3 Minuten und 35 Sekunden. Dies brachte das Raumschiff auf seine Maximalhöhe von 1128 km.
25 Minuten später wurde das Apollo-Triebwerk dreimal hintereinander gezündet, um das Verhalten unter diesen Umständen zu untersuchen. Dies brachte das Raumschiff auf eine Wiedereintrittsgeschwindigkeit von 8,9 km/s, wonach das Kommandomodul vom Servicemodul getrennt wurde. Der Wiedereintrittswinkel in die Atmosphäre war sehr flach gewählt, so dass die Apollo-Landekapsel zwar zuerst auf 66 km Höhe sank, sich dann aber wieder auf 81 km Höhe entfernte, bevor sie endgültig niederging.
AS-202 landete um 18:48 UTC im Pazifik in der Nähe von Wake Island, wobei der Zielpunkt um 370 km verfehlt wurde. Ein Flugzeug der Bergungsmannschaften erreichte den Landepunkt 36 Minuten später. 
In den nächsten drei Stunden wurde die Landekapsel durch einen Schwimmkragen gesichert, was mehrere Versuche benötigte. Das Bergungsschiff Hornet brauchte acht Stunden, um die Landestelle zu erreichen. Die Landekapsel war inzwischen auf die Position 16°4'N 168°39'O abgetrieben.

## Auswirkung auf das Apollo-Programm
Im Wesentlichen war der Flug erfolgreich. Die große Abweichung vom berechneten Landepunkt wurde auf einen zu geringen Eintrittswinkel zurückgeführt. Außerdem hatte man den Luftwiderstand der Apollo-Landekapsel im Überschallbereich falsch eingeschätzt. Die Messungen im Windkanal waren offenbar nicht ausreichend.
Dieser dritte Flug der Saturn IB schloss die unbemannte Vorbereitungsphase des Apollo-Programms ab. Der nächste Flug sollte unter der Bezeichnung AS-204 Ende 1966 oder Anfang 1967 stattfinden. Geplant war eine bemannte Mission von etwa einer Woche in der Erdumlaufbahn. Während der Vorbereitung zu diesem Flug kamen die ausgewählten Astronauten Grissom, White und Chaffee bei einem Bodentest ums Leben, was das Apollo-Programm vorläufig zum Stillstand brachte. Rückwirkend wurde diese Mission in Apollo 1 umbenannt.
Die Apollo-Landekapsel kann inzwischen auf der zum Museumsschiff umgebauten Hornet in Alameda besichtigt werden.